# Pan-Am-Flug 121
Der Pan-Am-Flug 121 (Flugnummer: PA 121, Funkrufzeichen: CLIPPER 121) war ein interkontinentaler Linienflug der Pan American World Airways von Karatschi nach New York City mit planmäßigen Zwischenstopps in Istanbul, Shannon und Gander. Am 18. Juni 1947 verunfallte auf diesem Flug eine Lockheed L-049 Constellation auf der Strecke vom Flughafen Karatschi zum Flughafen Istanbul-Yesilköy, nachdem ein Triebwerk explodiert war und die Maschine aufgrund eines Triebwerkbrandes bei al-Mayadin, Syrien, notgelandet werden musste. Bei dem Unfall wurden 15 der 36 Insassen an Bord der Maschine getötet. Es handelte sich um den ersten Flugunfall in Syrien.

## Maschine
Die Maschine war eine Lockheed L-049 Constellation mit der Werknummer 2045, die im Jahr 1946 gebaut und anschließend neu an die Pan American World Airways (Pan Am) ausgeliefert worden war. Die Fluggesellschaft ließ die Maschine mit dem Luftfahrzeugkennzeichen NC88845 zu und gab ihr den Taufnamen Clipper Eclipse. Das viermotorige Langstreckenflugzeug war mit vier luftgekühlten 18-Zylinder-Doppelsternmotoren vom Typ Wright R-3350-745C18BA-1 ausgerüstet, die jeweils eine Leistung von 2.200 PS (1.600 kW) hatten und mit Propellern von Hamilton Standard bestückt waren. Zum Zeitpunkt des Unfalls hatte die Maschine eine kumulierte Betriebsleistung von 2.645 Betriebsstunden.

## Besatzung und Passagiere
Den Flugabschnitt von Karatschi nach Istanbul hatten 26 Passagiere angetreten. Es befand sich eine zehnköpfige Besatzung an Bord. Flugkapitän war der 40-jährige Joseph Hall Hart aus Greenwich, Connecticut, der 12.768 Stunden Flugerfahrung vorweisen konnte, wovon er 1.009 Stunden mit der Lockheed Constellation L-049 absolviert hatte. Der 25-jährige Erste Offizier Robert Stanley McCoy aus Flushing, Long Island, New York war zum Unfallzeitpunkt der Kopilot der Maschine. Von seinen 3.178 Stunden Flugerfahrung hatte er 674 Stunden in Maschinen des Typs Lockheed L-049 absolviert. Flugingenieur war der 33-jährige Robert B. Donnelly aus Bayside, Long Island, New York, der seine sämtlichen 799 Stunden Flugerfahrung in der Lockheed L-049 Constellation absolviert hatte. Dritter Offizier war der 25-jährige ehemalige B-17-Bomberpilot der USAAF und spätere Drehbuchautor und Filmproduzent Eugene Wesley „Gene“ Roddenberry aus River Edge, New Jersey. Als Purser war Anthony Volpe und als Bordfunker Nelson Miles an Bord.

## Flugverlauf und Unfallhergang
Vor dem tödlichen Flug hatte die Maschine während eines Fluges in derselben Woche Triebwerksprobleme, die es erforderlich machten, dass die Maschine bei Gander, Neufundland, umkehren musste und sich die Reise um zwei Tage verzögerte. Im Triebwerk Nummer 2 wurde ein Zylinder ausgetauscht, da ein Fehler im oberen Kolbenring festgestellt wurde. Ein weiteres Problem wurde im Verlauf derselben Woche in Rom in demselben Triebwerk gefunden. Kapitän Joseph Hart Jr., 42, und Purser Anthony Volpe liefen unter der Tragfläche hindurch, als Volpe eine Undichtigkeit mit Abtropfen entdeckte. Er dachte, dass es sich um eine Ölundichtigkeit handelte, doch es stellte sich heraus, dass es Hydraulikflüssigkeit war. Eine Pumpe musste daraufhin ausgetauscht werden.
Die Maschine startete um 15:37 Uhr von Karatschi zu einem Flug nach Istanbul. Dies war die erste Etappe eines Fluges nach New York. Der Flug auf dem betroffenen Flugabschnitt sollte zehneinhalb Stunden dauern und in einer Reiseflughöhe von 5.600 Metern stattfinden. Fünf Stunden nach Beginn des Fluges übernahm Roddenberry das Steuer, um dem Flugkapitän Hart eine Pause zu ermöglichen. Während Hart sich außerhalb des Cockpits befand, kam es zu einem Defekt an einem Kipphebel im Triebwerk Nr. 1, woraufhin Roddenberry dieses Triebwerk abstellte. Hart kehrte ins Cockpit zurück und beurteilte die Situation. Da er wusste, dass das Flugzeug mit drei Triebwerken fliegen konnte, jedoch zurück in Karatschi auf den örtlichen Landebahnen keine sofortigen Reparaturen durchgeführt werden konnten, beschloss er, weiter nach Istanbul zu fliegen. Die verbliebenen drei Triebwerke konnten der erhöhten Last nun jedoch nicht standhalten und begannen zu überhitzen. Hart ließ die Maschine sinken, um die Triebwerke abzukühlen. Er reduzierte außerdem die Leistung, um die Triebwerke in Betrieb zu halten. Um 22 Uhr gab Kapitän Hart dem Bordfunker Nelson Miles die Anweisung, die Flugplätze entlang der Flugroute über die Position der Maschine zu informieren, welche sich in 4.300 Metern (14.000 Fuß) Höhe und 80 Kilometer (50 Meilen) östlich von Bagdad im Irak befand. Der Militärflugplatz der Royal Air Force in Habbanija schlug vor, dass die Maschine dort landen sollte, aber Hart hatte erneut Bedenken, was die Reparierbarkeit der Maschine anging und beschloss, den Flug fortzusetzen.
Gegen 23:30 Uhr wurde im Cockpit ein Alarm ausgelöst, der darauf hinwies, dass das Triebwerk Nr. 2 Feuer gefangen hatte. Die im nächsten Moment aktivierte Triebwerklöschanlage vermochte nicht, den Brand zu löschen und das Feuer entwickelte bald darauf eine solche Intensität, dass die Magnesiumkomponenten des Triebwerks in Brand gerieten. Kapitän Hart, dem zu diesem Zeitpunkt bewusst war, dass das brennende Triebwerk im nächsten Augenblick von der Maschine abreißen und damit die Steuerbarkeit verloren gehen würde, wies Roddenberry an, sich in die Passagierkabine zu begeben und die Passagiere auf die bevorstehende Bruchlandung vorzubereiten. Hart wollte die Maschine nach Deir-ez-Zor fliegen, doch er musste feststellen, dass ihm dafür keine Zeit blieb. Er ließ die Maschine sinken und gab dem Bordfunker Miles die Anweisung, ein Notsignal zu senden. Derweil versicherte Roddenberry den Passagieren, dass die Besatzung alles unter Kontrolle habe. Er wies die Flugbegleiterin an, in ihrem Sitz sitzenzubleiben und erklärte gemeinsam mit dem Purser Volpe den Passagieren das Verhalten im Notfall. Anschließend nahm der Purser neben der Flugbegleiterin im vorderen Kabinenabteil Platz, während Roddenberry sich auf einen Sitz drei Reihen vor dem Kabinenende setzte.
Das Triebwerksfeuer griff auf die Tragfläche über und kurz darauf riss das Triebwerk von der Maschine ab. Dabei wurden Kraftstoffleitungen durchtrennt und ausströmendes Flugbenzin intensivierte den Brand. Eine Notlandung wurde um 03:30 Uhr unabdingbar. Der Flugkapitän versuchte, die Maschine sicher auf dem Wüstenboden aufzusetzen, dabei blieb jedoch ein Triebwerk im Boden stecken, woraufhin die Maschine einen Ringelpiez machte und in zwei Teile zerbrach. Die im Cockpit befindliche Flugbesatzung wurde beim Aufprall getötet. Insgesamt starben 15 Personen bei dem Unfall, davon acht Passagiere und sieben Besatzungsmitglieder.
Roddenberry, dem beim Aufprall zwei Rippen brachen, da er nicht angeschnallt gewesen war, leitete gemeinsam mit den anderen überlebenden Besatzungsmitgliedern eine Evakuierung der Maschine ein. Unverletzt gebliebene Passagiere halfen den Verletzten, aus dem Wrack zu gelangen. Roddenberry half einer Passagierin, deren Gurt klemmte, diesen zu öffnen. Er half weiteren Passagieren und versuchte, soweit möglich, Brandherde mit einem Kissen zu ersticken. Der Brand war bald jedoch so weit fortgeschritten, dass es nicht mehr möglich war, in die Maschine zu steigen und weitere Verletzte zu evakuieren. Der letzte Passagier, den Roddenberry aus der Maschine trug, starb in dessen Armen.

## Rettungs- und Bergungseinsatz
Als einziges überlebendes Mitglied der Cockpitbesatzung koordinierte Roddenberry nach dem Unfall die Erstversorgung sowie die Suche nach Hilfe. Zu diesem Zeitpunkt war ihm nicht bekannt, dass die Position der Maschine den Behörden per Funk gemeldet worden war. Medizinische Ausrüstung in Form von Verbandkästen wurde aus der Maschine zusammengetragen. Ein aufblasbares Rettungsfloß wurde verwendet, um die Verletzten nach Sonnenaufgang gegen die Wüstensonne abzuschirmen. Einige Zeit später erreichten einige Stammesangehörige die Unfallstelle und begannen, die Maschine zu plündern. Roddenberry äußerte später, er hätte die Männer lediglich davon abhalten können, die Überlebenden auszurauben. Als Roddenberry in einiger Entfernung Telegraphenmasten sichtete, entsandte er zwei Gruppen in beide Richtungen, um den Leitungen in Richtung der nächsten Ortschaft zu folgen. Kurz darauf hätten weitere einheimische Männer die Maschine erreicht und geplündert sowie die Überlebenden ausgeraubt. Später sei eine der beiden Suchgruppen zurückgekehrt und meldete, dass sie in 6,4 Kilometern Entfernung auf den Ort al-Mayadin gestoßen sei. Roddenberry wanderte daraufhin in die Stadt und kontaktierte über ein Telefon die Leitung des Flughafens in Deir-ez-Zor. Anschließend wurden Flugzeuge der Syrischen Luftstreitkräfte sowie Bodentruppen entsandt, um nach den Überlebenden zu suchen.
Zur Mittagszeit wurden die Überlebenden von der Syrischen Armee in ein Krankenhaus in Deir-ez-Zor eingewiesen. Die am schwersten Verletzten wurden mit dem Flugzeug nach Beirut transportiert. Roddenberry und die unverletzten Passagiere wurden nach Damaskus geflogen. Mehrere Überlebende kamen am 23. Juni in den Vereinigten Staaten am LaGuardia Airport in New York City an.

## Unfalluntersuchung
Roddenberry verblieb länger in Syrien, da die dortige Regierung seine Unterstützung bei der Untersuchung des Unfalls erbat. Nachdem in den folgenden zwei Wochen seine Aussagen aufgenommen wurden, reiste er in die USA ab.
Im Juli wurden die drei überlebenden Besatzungsmitglieder durch das Civil Aeronautics Board im Lexington Hotel in New York City befragt. Der Ermittler Robert W. Crisp, der die Untersuchung leitete, trug eine Belobigung für alle drei in das Protokoll ein. Der Purser und die Stewardess erhielten weitere Belobigungen von der Transport Workers Union of America, sowie eine von Roddenberry, welcher in einem Schreiben an die Flugdienstabteilung der Pan Am ihr Handeln positiv hervorhob. Im Februar 1948 machte der offizielle Bericht Pan Am für den Absturz verantwortlich, da die Fluggesellschaft Triebwerk Nr. 2 trotz wiederholter Ausfälle nicht vollständig ersetzen ließ.
Roddenberry kündigte nach einem weiteren Flugunfall sein Arbeitsverhältnis mit der Pan Am und wurde Fernsehautor sowie Produzent. Er verfasste schließlich das Originaldrehbuch für Star Trek – Raumschiff Enterprise.